# Premiul Globul de Aur pentru cea mai bună actriță (dramă)
Premiul Globul de Aur pentru cea mai bună actriță într-o dramă este unul dintre premiile acordate în cadrul premiilor Globul de Aur, pentru cea mai bună interpretare feminină într-o dramă cinematografică. Premiul este decernat din 1944, dar a fost separat în 1952. Până atunci a fost o singură categorie (Cea mai bună actriță) dar împărțirea a dus la apariția a două noi categorii.

## Câștigătoare și nominalizate
indică câștigătoarea
Note:
- "†" indică un Oscar câștigat la Academy Awards.
- "‡" indică o nominalizare la Academy Awards.
- "§" indică un premiu câștigat la Globurile de Aur care nu a fost nominalizat la Academy Awards.

### Anii 1940
| An   | Actriță             | Rol                    | Film                     |
| ---- | ------------------- | ---------------------- | ------------------------ |
| 1943 | Jennifer Jones      | Bernadette Soubirous   | The Song of Bernadette   |
| 1944 | Ingrid Bergman      | Paula Alquist Anton    | Lumina de gaz            |
| 1945 | Ingrid Bergman      | Sister Mary Benedict   | The Bells of St. Mary's  |
| 1946 | Rosalind Russell    | Sister Elizabeth Kenny | Sister Kenny             |
| 1947 | Rosalind Russell    | Lavinia Mannon         | Mourning Becomes Electra |
| 1948 | Jane Wyman          | Belinda MacDonald      | Johnny Belinda           |
| 1949 | Olivia de Havilland | Catherine Sloper       | The Heiress              |

### Anii 1950
| An   | Actriță             | Rol                              | Film                           |
| ---- | ------------------- | -------------------------------- | ------------------------------ |
| 1950 | Gloria Swanson      | Norma Desmond                    | Sunset Boulevard               |
| 1950 | Bette Davis         | Margo Channing                   | Totul despre Eva               |
| 1950 | Judy Holliday       | Billie Dawn                      | Born Yesterday                 |
| 1951 | Jane Wyman          | LouLou Mason                     | The Blue Veil                  |
| 1951 | Vivien Leigh        | Blanche DuBois                   | Un tramvai numit dorință       |
| 1951 | Shelley Winters     | Alice Tripp                      | A Place in the Sun             |
| 1952 | Shirley Booth       | Lola Delaney                     | Come Back, Little Sheba        |
| 1952 | Joan Crawford       | Myra Hudson                      | Sudden Fear                    |
| 1952 | Olivia de Havilland | Rachel Sangalletti Ashley        | My Cousin Rachel               |
| 1953 | Audrey Hepburn      | Princess Ann ("Anya Smith")      | Roman Holiday                  |
| 1954 | Grace Kelly         | Georgie Elgin                    | The Country Girl               |
| 1955 | Anna Magnani        | Serafina Delle Rose              | The Rose Tattoo                |
| 1956 | Ingrid Bergman      | Anna Koreff ("Anastasia")        | Anastasia                      |
| 1956 | Carroll Baker       | Baby Doll Meighan                | Baby Doll                      |
| 1956 | Helen Hayes         | Dowager Empress Maria Feodorovna | Anastasia                      |
| 1956 | Audrey Hepburn      | Natasha Rostova                  | Război și pace                 |
| 1956 | Katharine Hepburn   | Lizzie Curry                     | The Rainmaker                  |
| 1957 | Joanne Woodward     | Eve White/Eve Black/Jane         | The Three Faces of Eve         |
| 1957 | Marlene Dietrich    | Christine Vole/Helm              | Witness for the Prosecution    |
| 1957 | Deborah Kerr        | Sister Angela                    | Heaven Knows, Mr. Allison      |
| 1957 | Anna Magnani        | Gioia                            | Wild is the Wind               |
| 1957 | Eva Marie Saint     | Celia Pope                       | A Hatful of Rain               |
| 1958 | Susan Hayward       | Barbara Graham                   | I Want to Live!                |
| 1958 | Ingrid Bergman      | Gladys Aylward                   | The Inn of the Sixth Happiness |
| 1958 | Deborah Kerr        | Sibyl Railton-Bell               | Separate Tables                |
| 1958 | Shirley MacLaine    | Ginny Moorehead                  | Some Came Running              |
| 1958 | Jean Simmons        | Charlotte Bronn                  | Home Before Dark               |
| 1959 | Elizabeth Taylor    | Catherine Holly                  | Suddenly, Last Summer          |
| 1959 | Audrey Hepburn      | Sister Luke                      | The Nun's Story                |
| 1959 | Katharine Hepburn   | Violet Venable                   | Suddenly, Last Summer          |
| 1959 | Lee Remick          | Laura Manion                     | Anatomy of a Murder            |
| 1959 | Simone Signoret     | Alice Aisgill                    | Drumul spre înalta societate   |

### Anii 1960
| An   | Actriță           | Rol                     | Film                                   |
| ---- | ----------------- | ----------------------- | -------------------------------------- |
| 1960 | Greer Garson      | Eleanor Roosevelt       | Sunrise at Campobello                  |
| 1960 | Doris Day         | Kit Preston             | Midnight Lace                          |
| 1960 | Nancy Kwan        | Suzie Wong              | The World of Suzie Wong                |
| 1960 | Jean Simmons      | Sharon Falconer         | Elmer Gantry                           |
| 1960 | Elizabeth Taylor  | Gloria Wandrous         | Butterfield 8                          |
| 1961 | Geraldine Page    | Alma Winemiller         | Vară și fum                            |
| 1961 | Leslie Caron      | Fanny                   | Fanny                                  |
| 1961 | Shirley MacLaine  | Martha Dobie            | The Children's Hour                    |
| 1961 | Claudia McNeil    | Lena Younger            | A Raisin in the Sun                    |
| 1961 | Natalie Wood      | Deanie Loomis           | Splendoare în iarbă                    |
| 1962 | Geraldine Page    | Alexandra Del Lago      | Dulcea pasăre a tinereții              |
| 1962 | Anne Bancroft     | Annie Sullivan          | The Miracle Worker                     |
| 1962 | Bette Davis       | Jane Hudson             | Ce s-a întâmplat cu Baby Jane?         |
| 1962 | Katharine Hepburn | Mary Tyrone             | Long Day's Journey Into Night          |
| 1962 | Glynis Johns      | Teresa Harnish          | The Chapman Report                     |
| 1962 | Melina Mercouri   | Phaedra                 | Phaedra                                |
| 1962 | Lee Remick        | Kirsten Arnesen Clay    | Days of Wine and Roses                 |
| 1962 | Susan Strasberg   | Rosanna                 | Hemingway's Adventures of a Young Man  |
| 1962 | Shelley Winters   | Charlotte Haze-Humbert  | Lolita                                 |
| 1962 | Susannah York     | Cecily Koertner         | Freud                                  |
| 1963 | Leslie Caron      | Jane Fosset             | Camera în forma de „L”                 |
| 1963 | Polly Bergen      | Lorna Medford           | The Caretakers                         |
| 1963 | Geraldine Page    | Carrie Berniers         | Toys in the Attic                      |
| 1963 | Rachel Roberts    | Margaret Hammond        | Viața sportivă                         |
| 1963 | Romy Schneider    | Annemarie von Hartman   | The Cardinal                           |
| 1963 | Alida Valli       | La Italiana             | The Paper Man                          |
| 1963 | Marina Vlady      | Regina                  | The Conjugal Bed                       |
| 1963 | Natalie Wood      | Angie Rossini           | Love with the Proper Stranger          |
| 1964 | Anne Bancroft     | Jo Armitage             | The Pumpkin Eater                      |
| 1964 | Ava Gardner       | Maxine Faulk            | Noaptea iguanei                        |
| 1964 | Rita Hayworth     | Lili Alfredo            | Circus World                           |
| 1964 | Geraldine Page    | Evie Jackson            | Dear Heart                             |
| 1964 | Jean Seberg       | Lilith Arthur           | Lilith                                 |
| 1965 | Samantha Eggar    | Miranda Grey            | The Collector                          |
| 1965 | Julie Christie    | Diana Scott             | Darling                                |
| 1965 | Elizabeth Hartman | Selina D'Arcey          | A Patch of Blue                        |
| 1965 | Simone Signoret   | La Condesa              | Ship of Fools                          |
| 1965 | Maggie Smith      | Desdemona               | Othello                                |
| 1966 | Anouk Aimée       | Anne Gauthier           | Un bărbat și o femeie                  |
| 1966 | Ida Kaminska      | Rozalie Lautmann        | Magazinul de pe strada mare            |
| 1966 | Virginia McKenna  | Joy                     | Born Free                              |
| 1966 | Elizabeth Taylor  | Martha                  | Cui i-e frică de Virginia Woolf?       |
| 1966 | Natalie Wood      | Alva Starr              | This Property Is Condemned             |
| 1967 | Edith Evans       | Maggie Ross             | The Whisperers                         |
| 1967 | Faye Dunaway      | Bonnie Parker           | Bonnie și Clyde                        |
| 1967 | Audrey Hepburn    | Susy Hendrix            | Așteaptă până se întunecă              |
| 1967 | Katharine Hepburn | Christina Drayton       | Ghici cine vine la cină ?              |
| 1967 | Anne Heywood      | Ellen March             | The Fox                                |
| 1968 | Joanne Woodward   | Rachel Cameron          | Rachel, Rachel                         |
| 1968 | Mia Farrow        | Rosemary Woodhouse      | Copilul lui Rosemary (Rosemary's Baby) |
| 1968 | Katharine Hepburn | Eleanor of Aquitaine    | The Lion in Winter                     |
| 1968 | Vanessa Redgrave  | Isadora Duncan          | Isadora                                |
| 1968 | Beryl Reid        | June "George" Buckridge | The Killing of Sister George           |
| 1969 | Geneviève Bujold  | Anne Boleyn             | Anne of the Thousand Days              |
| 1969 | Jane Fonda        | Gloria Beatty           | They Shoot Horses, Don't They?         |
| 1969 | Liza Minnelli     | Pookie Adams            | The Sterile Cuckoo                     |
| 1969 | Jean Simmons      | Mary Wilson             | The Happy Ending                       |
| 1969 | Maggie Smith      | Jean Brodie             | The Prime of Miss Jean Brodie          |

### Anii 1970
| An   | Actriță          | Rol                   | Film                                                  |
| ---- | ---------------- | --------------------- | ----------------------------------------------------- |
| 1970 | Ali MacGraw      | Jennifer Cavalleri    | Love Story                                            |
| 1970 | Faye Dunaway     | Lou Andreas Sand      | Puzzle of a Downfall Child                            |
| 1970 | Glenda Jackson   | Gudrun Brangwen       | Women in Love                                         |
| 1970 | Melina Mercouri  | Nina Kacew            | Promise at Dawn                                       |
| 1970 | Sarah Miles      | Rosy Ryan             | Ryan's Daughter                                       |
| 1971 | Jane Fonda       | Bree Daniels          | Klute                                                 |
| 1971 | Dyan Cannon      | Julie Messinger       | Such Good Friends                                     |
| 1971 | Glenda Jackson   | Alex Greville         | Sunday Bloody Sunday                                  |
| 1971 | Vanessa Redgrave | Maria Stuart          | Mary, Queen of Scots                                  |
| 1971 | Jessica Walter   | Evelyn Draper         | Play Misty For Me                                     |
| 1972 | Liv Ullmann      | Kristina              | The Emigrants                                         |
| 1972 | Diana Ross       | Billie Holiday        | Lady Sings the Blues                                  |
| 1972 | Cicely Tyson     | Rebecca Morgan        | Sounder                                               |
| 1972 | Trish Van Devere | Aimee Brower          | One is a Lonely Number                                |
| 1972 | Tuesday Weld     | Maria Wyeth           | Play It as It Lays                                    |
| 1972 | Joanne Woodward  | Beatrice Hunsdorfer   | The Effect of Gamma Rays on Man-in-the-Moon Marigolds |
| 1973 | Marsha Mason     | Maggie Paul           | Cinderella Liberty                                    |
| 1973 | Ellen Burstyn    | Chris MacNeil         | The Exorcist                                          |
| 1973 | Barbra Streisand | Kate Morosky          | The Way We Were                                       |
| 1973 | Elizabeth Taylor | Barbara Sawyer        | Ash Wednesday                                         |
| 1973 | Joanne Woodward  | Rita Walden           | Summer Wishes, Winter Dreams                          |
| 1974 | Gena Rowlands    | Mabel Longhetti       | A Woman Under the Influence                           |
| 1974 | Ellen Burstyn    | Alice Hyatt           | Alice Doesn't Live Here Anymore                       |
| 1974 | Faye Dunaway     | Evelyn Cross Mulwray  | Chinatown                                             |
| 1974 | Valerie Perrine  | Honey Bruce           | Lenny                                                 |
| 1974 | Liv Ullmann      | Marianne              | Scenes From a Marriage                                |
| 1975 | Louise Fletcher  | Sora Ratched          | Zbor deasupra unui cuib de cuci                       |
| 1975 | Karen Black      | Faye Greener          | The Day of the Locust                                 |
| 1975 | Faye Dunaway     | Kathy Hale            | Three Days of the Condor                              |
| 1975 | Marilyn Hassett  | Jill Kinmont          | The Other Side of the Mountain                        |
| 1975 | Glenda Jackson   | Hedda Gabler          | Hedda                                                 |
| 1976 | Faye Dunaway     | Diana Christensen     | Network                                               |
| 1976 | Glenda Jackson   | Sarah Bernhardt       | The Incredible Sarah                                  |
| 1976 | Sarah Miles      | Anne Osbourne         | The Sailor Who Fell from Grace with the Sea           |
| 1976 | Talia Shire      | Adrian Pennino        | Rocky                                                 |
| 1976 | Liv Ullmann      | Dr. Jenny Isaksson    | Face to Face                                          |
| 1977 | Jane Fonda       | Lillian Hellman       | Julia                                                 |
| 1977 | Anne Bancroft    | Emma Jacklin          | The Turning Point                                     |
| 1977 | Diane Keaton     | Theresa Dunn          | Looking for Mr. Goodbar                               |
| 1977 | Kathleen Quinlan | Deborah Blake         | I Never Promised You a Rose Garden                    |
| 1977 | Gena Rowlands    | Myrtle Gordon         | Opening Night                                         |
| 1978 | Jane Fonda       | Sally Hyde            | Coming Home                                           |
| 1978 | Ingrid Bergman   | Charlotte Andergast   | Autumn Sonata                                         |
| 1978 | Jill Clayburgh   | Erica                 | An Unmarried Woman                                    |
| 1978 | Glenda Jackson   | Stevie Smith          | Stevie                                                |
| 1978 | Geraldine Page   | Eve                   | Interiors                                             |
| 1979 | Sally Field      | Norma Rae Webster     | Norma Rae                                             |
| 1979 | Jill Clayburgh   | Caterina Silveri      | La Luna                                               |
| 1979 | Lisa Eichhorn    | Jean Moreton          | Yanks                                                 |
| 1979 | Jane Fonda       | Kimberly Wells        | The China Syndrome                                    |
| 1979 | Marsha Mason     | Dr. Alexandra Kendall | Promises in the Dark                                  |

### Anii 1980
| An   | Actriță           | Rol                         | Film                          |
| ---- | ----------------- | --------------------------- | ----------------------------- |
| 1980 | Mary Tyler Moore  | Beth Jarrett                | Ordinary People               |
| 1980 | Ellen Burstyn     | Edna Mae McCauley           | Resurrection                  |
| 1980 | Nastassja Kinski  | Tess Durbeyfield            | Tess                          |
| 1980 | Deborah Raffin    | Lena Canada                 | Touched by Love               |
| 1980 | Gena Rowlands     | Gloria Swenson              | Gloria                        |
| 1981 | Meryl Streep      | Sarah/Anna                  | The French Lieutenant's Woman |
| 1981 | Sally Field       | Megan Carter                | Absence of Malice             |
| 1981 | Katharine Hepburn | Ethel Thayer                | On Golden Pond                |
| 1981 | Diane Keaton      | Louise Bryant               | Reds                          |
| 1981 | Sissy Spacek      | Nita Longley                | Raggedy Man                   |
| 1982 | Meryl Streep      | Sophie Zawistowska          | Sophie's Choice               |
| 1982 | Diane Keaton      | Faith Dunlap                | Shoot the Moon                |
| 1982 | Jessica Lange     | Frances Farmer              | Frances                       |
| 1982 | Sissy Spacek      | Beth Horman                 | Missing                       |
| 1982 | Debra Winger      | Paul Pokrifki               | An Officer and a Gentleman    |
| 1983 | Shirley MacLaine  | Aurora Greenway             | Cuvinte de alint              |
| 1983 | Jane Alexander    | Carol Amen                  | Testament                     |
| 1983 | Bonnie Bedelia    | Shirley Roque               | Heart Like a Wheel            |
| 1983 | Meryl Streep      | Karen Silkwood              | Silkwood                      |
| 1983 | Debra Winger      | Emma Greenway Horton        | Cuvinte de alint              |
| 1984 | Sally Field       | Edna Spalding               | Places in the Heart           |
| 1984 | Diane Keaton      | Kate Soffel                 | Mrs. Soffel                   |
| 1984 | Jessica Lange     | Jewell Ivy                  | Country                       |
| 1984 | Vanessa Redgrave  | Olive Chancellor            | The Bostonians                |
| 1984 | Sissy Spacek      | Mae Garvey                  | The River                     |
| 1985 | Whoopi Goldberg   | Celie Johnson               | The Color Purple              |
| 1985 | Anne Bancroft     | Miriam Ruth                 | Agnes of God                  |
| 1985 | Cher              | Florence "Rusty" Dennis     | Mask                          |
| 1985 | Geraldine Page    | Carrie Watts                | The Trip to Bountiful         |
| 1985 | Meryl Streep      | Karen Blixen                | Out of Africa                 |
| 1986 | Marlee Matlin     | Sarah Norman                | Children of a Lesser God      |
| 1986 | Julie Andrews     | Stephanie Anderson          | Duet for One                  |
| 1986 | Anne Bancroft     | Thelma Cates                | 'night, Mother                |
| 1986 | Farrah Fawcett    | Marjorie                    | Extremities                   |
| 1986 | Sigourney Weaver  | Ellen Ripley                | Aliens                        |
| 1987 | Sally Kirkland    | Anna                        | Anna                          |
| 1987 | Rachel Chagall    | Gaby                        | Gaby: A True Story            |
| 1987 | Glenn Close       | Alex Forrest                | Fatal Attraction              |
| 1987 | Faye Dunaway      | Wanda Wilcox                | Barfly                        |
| 1987 | Barbra Streisand  | Claudia Draper              | Nuts                          |
| 1988 | Jodie Foster      | Sarah Tobias                | The Accused                   |
| 1988 | Shirley MacLaine  | Yuvline Sousatzka           | Madame Sousatzka              |
| 1988 | Sigourney Weaver  | Dian Fossey                 | Gorillas in the Mist          |
| 1988 | Christine Lahti   | Annie Pope/Cynthia Manfield | Running on Empty              |
| 1988 | Meryl Streep      | Lindy Chamberlain           | A Cry in the Dark             |
| 1989 | Michelle Pfeiffer | Susie Diamond               | The Fabulous Baker Boys       |
| 1989 | Sally Field       | M'Lynn Eatenton             | Steel Magnolias               |
| 1989 | Jessica Lange     | Ann Talbot                  | Music Box                     |
| 1989 | Andie MacDowell   | Ann Bishop Mullany          | sex, lies and videotape       |
| 1989 | Liv Ullmann       | Gabriele                    | The Rose Garden               |

### Anii 1990
| An   | Actriță              | Rol                 | Film                               |
| ---- | -------------------- | ------------------- | ---------------------------------- |
| 1990 | Kathy Bates          | Annie Wilkes        | Tortura                            |
| 1990 | Anjelica Huston      | Lilly Dillon        | The Grifters                       |
| 1990 | Michelle Pfeiffer    | Katya Orlova        | The Russia House                   |
| 1990 | Susan Sarandon       | Nora Baker          | White Palace                       |
| 1990 | Joanne Woodward      | India Bridge        | Mr. and Mrs. Bridge                |
| 1991 | Jodie Foster         | Clarice Starling    | The Silence of the Lambs           |
| 1991 | Annette Bening       | Virginia Hill       | Bugsy                              |
| 1991 | Geena Davis          | Thelma Dickinson    | Thelma and Louise                  |
| 1991 | Laura Dern           | Rose                | Rambling Rose                      |
| 1991 | Susan Sarandon       | Louise Sawyer       | Thelma and Louise                  |
| 1992 | Emma Thompson        | Margaret Schlegel   | Howards End                        |
| 1992 | Mary McDonnell       | May-Alice Culhane   | Passion Fish                       |
| 1992 | Michelle Pfeiffer    | Lurene Hallett      | Love Field                         |
| 1992 | Susan Sarandon       | Michaela Odone      | Lorenzo's Oil                      |
| 1992 | Sharon Stone         | Catherine Tramell   | Basic Instinct                     |
| 1993 | Holly Hunter         | Ada McGrath         | The Piano                          |
| 1993 | Juliette Binoche     | Julie de Courcy     | Three Colors: Blue                 |
| 1993 | Michelle Pfeiffer    | Ellen Olenska       | The Age of Innocence               |
| 1993 | Emma Thompson        | Sally Kenton        | The Remains of the Day             |
| 1993 | Debra Winger         | Martha Horgan       | A Dangerous Woman                  |
| 1994 | Jessica Lange        | Carly Marshall      | Blue Sky                           |
| 1994 | Jodie Foster         | Nell Kellty         | Nell                               |
| 1994 | Jennifer Jason Leigh | Dorothy Parker      | Mrs. Parker and the Vicious Circle |
| 1994 | Miranda Richardson   | Vivienne Haigh-Wood | Tom & Viv                          |
| 1994 | Meryl Streep         | Gail Hartman        | The River Wild                     |
| 1995 | Sharon Stone         | Ginger McKenna      | Casino                             |
| 1995 | Susan Sarandon       | Helen Prejean       | Dead Man Walking                   |
| 1995 | Elisabeth Shue       | Sera                | Leaving Las Vegas                  |
| 1995 | Meryl Streep         | Francesca Johnson   | The Bridges of Madison County      |
| 1995 | Emma Thompson        | Elinor Dashwood     | Sense and Sensibility              |
| 1996 | Brenda Blethyn       | Cynthia Rose Purley | Secrets & Lies                     |
| 1996 | Courtney Love        | Althea Leasure      | The People vs. Larry Flynt         |
| 1996 | Kristin Scott Thomas | Katharine Clifton   | The English Patient                |
| 1996 | Meryl Streep         | Lee                 | Marvin's Room                      |
| 1996 | Emily Watson         | Bess McNeill        | Breaking the Waves                 |
| 1997 | Judi Dench           | Queen Victoria      | Mrs. Brown                         |
| 1997 | Helena Bonham Carter | Kate Croy           | The Wings of the Dove              |
| 1997 | Jodie Foster         | Eleanor Arroway     | Contact                            |
| 1997 | Jessica Lange        | Ginny Cook Smith    | A Thousand Acres                   |
| 1997 | Kate Winslet         | Rose DeWitt Bukater | Titanic                            |
| 1998 | Cate Blanchett       | Queen Elizabeth I   | Elizabeth                          |
| 1998 | Fernanda Montenegro  | Dora                | Central Station                    |
| 1998 | Susan Sarandon       | Jackie Harrison     | Stepmom                            |
| 1998 | Meryl Streep         | Kate Gulden         | One True Thing                     |
| 1998 | Emily Watson         | Jacqueline du Pré   | Hilary and Jackie                  |
| 1999 | Hilary Swank         | Brandon Teena       | Boys Don't Cry                     |
| 1999 | Annette Bening       | Carolyn Burnham     | American Beauty                    |
| 1999 | Julianne Moore       | Sarah Myles         | The End of the Affair              |
| 1999 | Meryl Streep         | Roberta Guaspari    | Music of the Heart                 |
| 1999 | Sigourney Weaver     | Alice Goodwin       | A Map of the World                 |

### Anii 2000
| An   | Actriță              | Rol                         | Film                           |
| ---- | -------------------- | --------------------------- | ------------------------------ |
| 2000 | Julia Roberts        | Erin Brockovich             | Erin Brockovich                |
| 2000 | Joan Allen           | Laine Hanson                | The Contender                  |
| 2000 | Björk                | Selma Ježková               | Dancer in the Dark             |
| 2000 | Ellen Burstyn        | Sara Goldfarb               | Requiem for a Dream            |
| 2000 | Laura Linney         | Samantha Prescott           | You Can Count on Me            |
| 2001 | Sissy Spacek         | Ruth Fowler                 | In the Bedroom                 |
| 2001 | Halle Berry          | Leticia Musgrove            | Monster's Ball                 |
| 2001 | Judi Dench           | Iris Murdoch                | Iris                           |
| 2001 | Nicole Kidman        | Grace Stewart               | The Others                     |
| 2001 | Tilda Swinton        | Margaret Hall               | The Deep End                   |
| 2002 | Nicole Kidman        | Virginia Woolf              | The Hours                      |
| 2002 | Salma Hayek          | Frida Kahlo                 | Frida                          |
| 2002 | Diane Lane           | Connie Summer               | Unfaithful                     |
| 2002 | Julianne Moore       | Cathy Whitaker              | Far From Heaven                |
| 2002 | Meryl Streep         | Clarissa Vaughan            | The Hours                      |
| 2003 | Charlize Theron      | Aileen Wuornos              | Monster                        |
| 2003 | Cate Blanchett       | Veronica Guerin             | Veronica Guerin                |
| 2003 | Scarlett Johansson   | Griet                       | Girl with a Pearl Earring      |
| 2003 | Nicole Kidman        | Ada Monroe                  | Cold Mountain                  |
| 2003 | Uma Thurman          | The Bride                   | Kill Bill: Vol. 1              |
| 2003 | Evan Rachel Wood     | Tracy Louise Freeland       | thirteen                       |
| 2004 | Hilary Swank         | Maggie Fitzgerald           | Million Dollar Baby            |
| 2004 | Scarlett Johansson   | Pursy Will                  | A Love Song for Bobby Long     |
| 2004 | Nicole Kidman        | Anna                        | Birth                          |
| 2004 | Imelda Staunton      | Vera Drake                  | Vera Drake                     |
| 2004 | Uma Thurman          | Beatrix Kiddo (The Bride)   | Kill Bill: Vol. 2              |
| 2005 | Felicity Huffman     | Bree Osbourne               | Transamerica                   |
| 2005 | Maria Bello          | Edie Stall                  | A History of Violence          |
| 2005 | Gwyneth Paltrow      | Catherine                   | Proof                          |
| 2005 | Charlize Theron      | Josey Aimes                 | North Country                  |
| 2005 | Ziyi Zhang           | Chiyo Sakamoto/Sayuri Nitta | Memoirs of a Geisha            |
| 2006 | Helen Mirren         | Regina Elisabeta a II-a     | The Queen                      |
| 2006 | Penélope Cruz        | Raimunda                    | Volver                         |
| 2006 | Judi Dench           | Barbara Covett              | Notes on a Scandal             |
| 2006 | Maggie Gyllenhaal    | Sherry Swanson              | Sherrybaby                     |
| 2006 | Kate Winslet         | Sarah Pierce                | Little Children                |
| 2007 | Julie Christie       | Fiona Anderson              | Away from Her                  |
| 2007 | Cate Blanchett       | Regina Elisabeta I          | Elizabeth: The Golden Age      |
| 2007 | Jodie Foster         | Erica Bain                  | The Brave One                  |
| 2007 | Angelina Jolie       | Mariane Pearl               | A Mighty Heart                 |
| 2007 | Keira Knightley      | Cecilia Tallis              | Atonement                      |
| 2008 | Kate Winslet         | April Wheeler               | Revolutionary Road             |
| 2008 | Anne Hathaway        | Kym                         | Rachel Getting Married         |
| 2008 | Angelina Jolie       | Christine Collins           | Changeling                     |
| 2008 | Kristin Scott Thomas | Juliette Fontaine           | Il y a longtemps que je t'aime |
| 2008 | Meryl Streep         | Sister Aloysius Beauvier    | Doubt                          |
| 2009 | Sandra Bullock       | Leigh Anne Tuohy            | The Blind Side †               |
| 2009 | Emily Blunt          | Regina Victoria             | The Young Victoria             |
| 2009 | Helen Mirren         | Sofya Tolstoy               | The Last Station ‡             |
| 2009 | Carey Mulligan       | Jenny Miller                | An Education ‡                 |
| 2009 | Gabourey Sidibe      | Claireece "Precious" Jones  | Precious ‡                     |

### Anii 2010
| An   | Actriță            | Rol                        | Film                                        |
| ---- | ------------------ | -------------------------- | ------------------------------------------- |
| 2010 | Natalie Portman    | Nina Sayers                | Black Swan †                                |
| 2010 | Halle Berry        | Frankie / Alice            | Frankie and Alice                           |
| 2010 | Nicole Kidman      | Becca Corbett              | Rabbit Hole ‡                               |
| 2010 | Jennifer Lawrence  | Ree Dolly                  | Winter's Bone ‡                             |
| 2010 | Michelle Williams  | Cindy                      | Blue Valentine ‡                            |
| 2011 | Meryl Streep       | Margaret Thatcher          | The Iron Lady †                             |
| 2011 | Glenn Close        | Albert Nobbs               | Albert Nobbs ‡                              |
| 2011 | Viola Davis        | Aibileen Clark             | The Help ‡                                  |
| 2011 | Rooney Mara        | Lisbeth Salander           | The Girl with the Dragon Tattoo ‡           |
| 2011 | Tilda Swinton      | Eva Khatchadourian         | We Need to Talk About Kevin                 |
| 2012 | Jessica Chastain   | Maya                       | Zero Dark Thirty ‡                          |
| 2012 | Marion Cotillard   | Stéphanie Ménochet         | Rust and Bone                               |
| 2012 | Helen Mirren       | Alma Reville               | Hitchcock                                   |
| 2012 | Naomi Watts        | Maria Bennett              | The Impossible ‡                            |
| 2012 | Rachel Weisz       | Hester Collyer             | The Deep Blue Sea                           |
| 2013 | Cate Blanchett     | Jeanette "Jasmine" Francis | Blue Jasmine †                              |
| 2013 | Sandra Bullock     | Dr. Ryan Stone             | Gravity ‡                                   |
| 2013 | Judi Dench         | Philomena Lee              | Philomena ‡                                 |
| 2013 | Emma Thompson      | P. L. Travers              | Saving Mr. Banks                            |
| 2013 | Kate Winslet       | Adele Wheeler              | Labor Day                                   |
| 2014 | Julianne Moore     | Alice Howland              | Still Alice †                               |
| 2014 | Jennifer Aniston   | Claire Bennett             | Cake                                        |
| 2014 | Felicity Jones     | Jane Hawking               | The Theory of Everything ‡                  |
| 2014 | Rosamund Pike      | Amy Elliott-Dunne          | Gone Girl ‡                                 |
| 2014 | Reese Witherspoon  | Cheryl Strayed             | Wild ‡                                      |
| 2015 | Brie Larson        | Joy Newsome                | Room †                                      |
| 2015 | Cate Blanchett     | Carol Aird                 | Carol ‡                                     |
| 2015 | Rooney Mara        | Therese Belivet            | Carol ‡                                     |
| 2015 | Saoirse Ronan      | Eilis Lacey                | Brooklyn ‡                                  |
| 2015 | Alicia Vikander    | Gerda Wegener              | The Danish Girl †                           |
| 2016 | Isabelle Huppert   | Michèle Leblanc            | Elle ‡                                      |
| 2016 | Amy Adams          | Dr. Louise Banks           | Arrival                                     |
| 2016 | Jessica Chastain   | Elizabeth Sloane           | Miss Sloane                                 |
| 2016 | Ruth Negga         | Mildred Loving             | Loving ‡                                    |
| 2016 | Natalie Portman    | Jackie Kennedy             | Jackie ‡                                    |
| 2017 | Frances McDormand  | Mildred Hayes              | Three Billboards Outside Ebbing, Missouri ‡ |
| 2017 | Jessica Chastain   | Molly Bloom                | Molly's Game                                |
| 2017 | Sally Hawkins      | Elisa Esposito             | The Shape of Water ‡                        |
| 2017 | Meryl Streep       | Kay Graham                 | The Post ‡                                  |
| 2017 | Michelle Williams  | Gail Harris                | All the Money in the World                  |
| 2018 | Glenn Close        | Joan Castleman             | The Wife                                    |
| 2018 | Lady Gaga          | Ally Maine                 | A Star Is Born                              |
| 2018 | Nicole Kidman      | Erin Bell                  | Destroyer                                   |
| 2018 | Melissa McCarthy   | Lee Israel                 | Can You Ever Forgive Me?                    |
| 2018 | Rosamund Pike      | Marie Colvin               | A Private War                               |
| 2019 | Renée Zellweger    | Judy Garland               | Judy                                        |
| 2019 | Cynthia Erivo      | Harriet Tubman             | Harriet                                     |
| 2019 | Scarlett Johansson | Nicole Barber              | Marriage Story                              |
| 2019 | Saoirse Ronan      | Josephine "Jo" March       | Little Women                                |
| 2019 | Charlize Theron    | Megyn Kelly                | Bombshell                                   |

### Anii 2020
| An                | Actriță                                | Rol                           | Film                                 |
| ----------------- | -------------------------------------- | ----------------------------- | ------------------------------------ |
| 2020              | Andra Day                              | Billie Holiday                | The United States vs. Billie Holiday |
| 2020              | Viola Davis                            | Ma Rainey                     | Ma Rainey’s Black Bottom             |
| 2020              | Vanessa Kirby                          | Martha Weiss                  | Pieces of a Woman                    |
| 2020              | Frances McDormand                      | Fern                          | Nomadland                            |
| 2020              | Carey Mulligan                         | Cassandra "Cassie" Thomas     | Promising Young Woman                |
| 2021              | Nicole Kidman                          | Lucille Ball                  | Being the Ricardos                   |
| 2021              | Jessica Chastain                       | Tammy Faye Bakker             | The Eyes of Tammy Faye               |
| 2021              | Olivia Colman                          | Leda Caruso                   | The Lost Daughter                    |
| 2021              | Lady Gaga                              | Patrizia Reggiani             | House of Gucci                       |
| 2021              | Kristen Stewart                        | Diana, Prințesă de Wales      | Spencer                              |
| 2022              |                                        |                               |                                      |
| Cate Blanchett    | Lydia Tár                              | Tár                           |                                      |
| Olivia Colman     | Hilary Small                           | Empire of Light               |                                      |
| Viola Davis       | General Nanisca                        | The Woman King                |                                      |
| Ana de Armas      | Norma Jeane Mortenson / Marilyn Monroe | Blonde                        |                                      |
| Michelle Williams | Mitzi Fabelman                         | The Fabelmans                 |                                      |
| 2023              | Lily Gladstone                         | Mollie Burkhart               | Killers of the Flower Moon           |
| 2023              | Annette Bening                         | Diana Nyad                    | Nyad                                 |
| 2023              | Sandra Hüller                          | Sandra Voyter                 | Anatomia unei prăbușiri              |
| 2023              | Greta Lee                              | Nora Moon                     | Past Lives                           |
| 2023              | Carey Mulligan                         | Felicia Montealegre Bernstein | Maestro                              |
| 2023              | Cailee Spaeny                          | Priscilla Presley             | Priscilla                            |
| 2024              | Fernanda Torres                        | Eunice Paiva                  | I'm Still Here                       |
| 2024              | Pamela Anderson                        | Shelly                        | The Last Showgirl                    |
| 2024              | Angelina Jolie                         | Maria Callas                  | Maria                                |
| 2024              | Nicole Kidman                          | Romy Mathis                   | Babygirl                             |
| 2024              | Tilda Swinton                          | Martha Hunt                   | The Room Next Door                   |
| 2024              | Kate Winslet                           | Lee Miller                    | Lee                                  |